# Pediobius obscurus
Pediobius obscurus is een vliesvleugelig insect uit de familie Eulophidae. De wetenschappelijke naam is voor het eerst geldig gepubliceerd in 2002 door Dawah & Al-Haddad.